# Vela aurica
|  | No s'ha de confondre amb vela cangrea. |

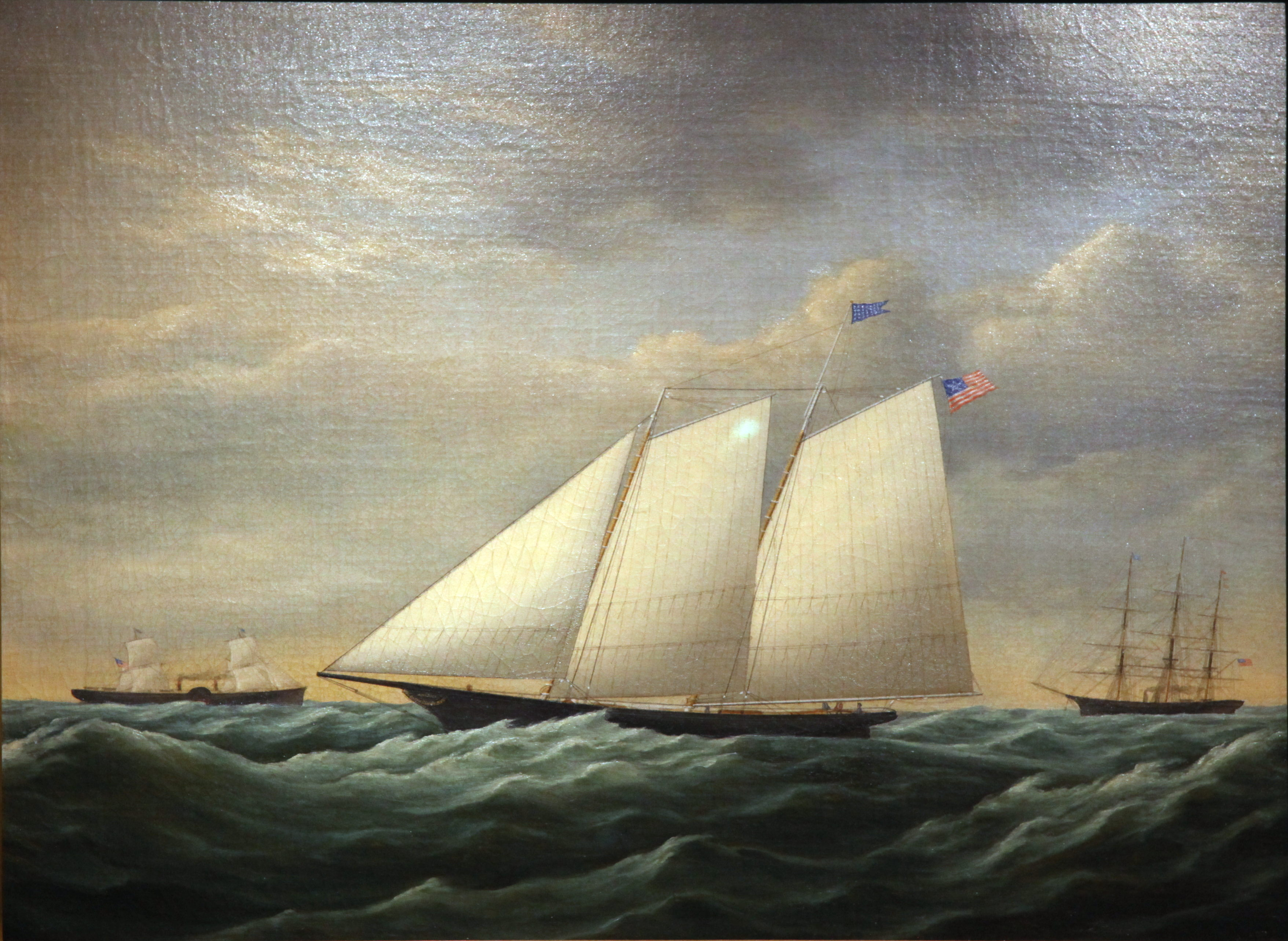
Pintura de la goleta America. L’arbre de trinquet guarneix una vela aurica (sense botavara). La gran superposició d’aquesta vela amb l’arbre mestre impedia l’ús d’una botavara.

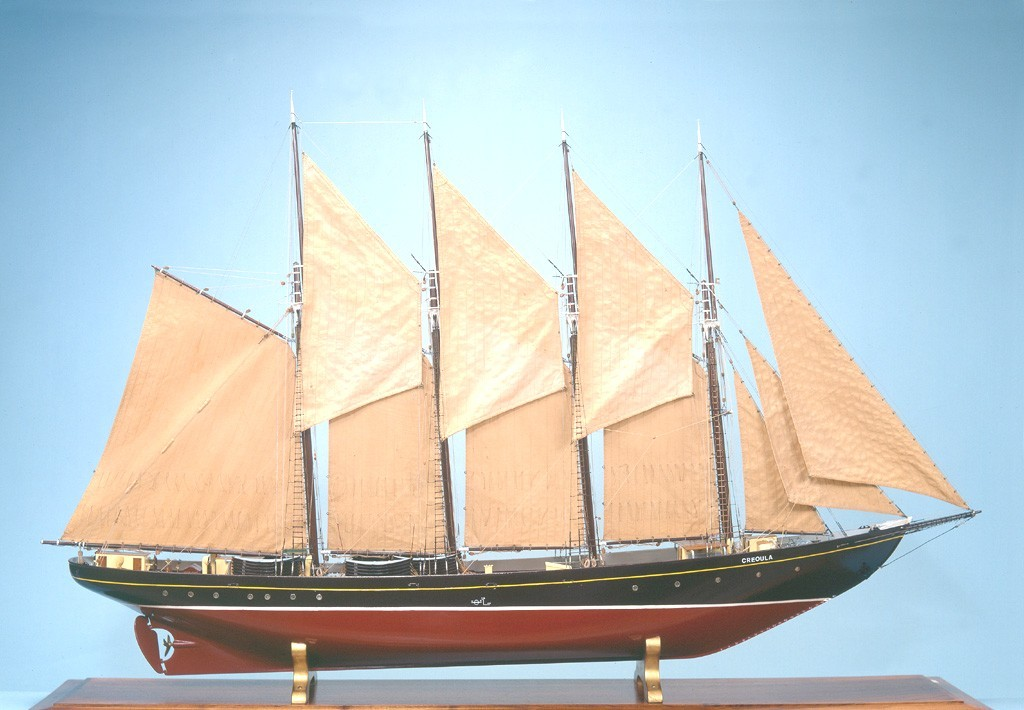
Maqueta de la goleta portuguesa “Creoula”, amb 4 veles cangrees dotades de botavara.

La vela aurica és un tipus particular de vela amb forma trapezoïdal que s'estén de proa a popa a partir dels pals. Va fixada (inserida, en el cas de fer servir ralinga de cordó), per tres dels costats del trapezi sobre l'aparell del pal: la part anterior vertical fixada a la part posterior del pal, amb algun tipus de guia, com poden ser cèrcols o garrutxos (slugs, cars..) per la que pot ser hissada o arriada, la part superior fixada a una antena gairebé horitzontal i sense fixació a la part inferior o pujament. Quan aquesta part inferior o pujament està fixada sobre una botavara rep el nom de vela cangrea.

## Distinció amb vela cangrea
Ricard Jaime Pérez va albirar el problema en el seu "Diccionari de l'aparell i del velam en els grans velers." i el va resoldre de la següent manera:
| «                                                                               | Proposem el terme cangrea quan es tracti d’una vela aurica amb botavara, i mantenir el mot aurica, per aquelles veles de tallant i trapezoidals que no guarneixen botavara. Aquesta distinció, necessària, la fa també l'espanyol, que distingeix entre cangreja (amb botavara) i cangrejo (sense), a més d’aurica com a terme que engloba totes dues. | » |
| — Jaime Pérez, Ricard. Diccionari de l'aparell i del velam en els grans velers. | |   |

## Exemples
- Vela mística
- Vela al terç